# Serafimovič
Serafimovič (rusky Серафимович) je město ve Volgogradské oblasti v Ruské federaci. Při sčítání lidu v roce 2010 měl přes devět tisíc obyvatel. 

## Poloha a doprava
Serafimovič leží na pravém, jižním břehu Donu. Od Volgogradu, správního střediska oblasti, je vzdálen přibližně 160 kilometrů severozápadně.
Prochází přes něj silnice ze severovýchodu od Michajlovky na jih do Surovikina.

## Dějiny
Nejprve zde vznikla v roce 1589 kozácká stanice Usť-Medvedickaja (Усть-Медведицкая) pojmenovaná podle toho, že několik kilometrů západně, proti proudu, ústí do Donu řeka Medvedica. V roce 1933 získala obec status města a byla přejmenována k poctě spisovatele Alexandra Serafimoviče, který se narodil nedaleko.

### Rodáci
- Markian Michajlovič Popov (1902–1969), sovětský generál